# Перемога (Середино-Будська міська громада)
Перемо́га — село в Україні, у Середино-Будській міській громаді Шосткинського району Сумської області. Населення становить 16 осіб. До 2020 орган місцевого самоврядування — Великоберізківська сільська рада.

## Географія
Село Перемога знаходиться на лівому березі річки Знобівка, вище за течією на відстані 3 км розташоване село Чернацьке, нижче за течією на відстані 2 км розташоване село Велика Берізка.

## Назва
За час свого існування населений пункт кілька разів змінював свою назву і в різний час називався по-різному: хутір Ішутин - 1779-1781 рр., хутір Ішуткин (Кравченко) - 1859 р., хутір Ішуткин - 1892, 1897, 1901, 1913, 1917 рр., хутір Ішуткин (Сибілів) - 1923 р., а після Німецько-радянської війни, 1 вересня 1946 року, був перейменований в село Перемогу, на честь перемоги над нацистською Німеччиною.

## Символіка
На гербі зображено річку Знобівка, на одному березі якого зображено руку яка стискає колосок, що вказує на сільське господарство. На іншому березі річки зображено гілочку черемхи з достиглими ягодами - що символізує великий лісовий масив на іншому березі річки та багаті місця для збору дикоросів.

## Історія
Вперше населений пункт згадується в описі Новгород-Сіверського намісництва у 1779—1781 роках під назвою Ішутин хутір. На той час він перебував у володінні Борисоглібського кафедрального монастиря Чернігівської архієпископії, який володів у ньому одним млином при двох колесах на річці Знобівка, який був побудований до 1765 року, і однією хатою для мірошника.
У 1786 році російська імператриця Катерина II відібрала у монастирів Київської, Чернігівської та Новгород-Сіверської єпархій всі хутора, села і зарахувала їх до казенного відомства. Однак Ішутин хутір якимось чином опинився у володінні приватних осіб. У 1859 році, напередодні скасування кріпацтва, у ньому нараховувалося 7 домогосподарств, в яких проживали 17 чоловіків та 21 жінка. Хутір значився власницьким і належав комусь з місцевих поміщиків.
За переказами, напередодні до Жовтневого перевороту 1917 року в Ішутині оселився поміщик Сибіль. Він побудував в хуторі власний будинок з господарськими будівлями і зайнявся сільським господарством, вирощуванням конопель та інших сільськогосподарських культур. Однак після приходу до влади більшовиків Сибіль покинув свій хутір, а його будинок перейшов у власність держави і ще тривалий час використовувався під школу.
12 червня 2020 року, відповідно до Розпорядження Кабінету Міністрів України № 723-р «Про визначення адміністративних центрів та затвердження територій територіальних громад Сумської області» увійшло до складу Середино-Будської міської громади.
19 липня 2020 року,  в результаті адміністративно-територіальної реформи та ліквідації Середино-Будського району, село увійшло до Шосткинського району.
14 серпня 2024 року село зазнало атаки агресора. Оперативне командування «Північ» зафіксувало 3 вибухи, ймовірно КАБ.   